# 任貴
任貴（？—43年），东汉初年益州越巂郡的蛮夷酋长。
24年，任贵杀害新朝的越巂郡太守枚根，献郡城降附公孙述，公孙述封他为邛谷王。35年，任贵听说了岑彭率军征讨公孙述，感慕他的威望信誉，从几千里之外，派使者投降。正赶上岑彭已被公孙述派刺客刺杀，汉光武帝刘秀把任贵献的贡品都赐予岑彭的妻子儿女。38年夏，邛谷王任贵派使者上呈三年的计簿，报告越巂郡人口、赋税、治安的情况。刘秀命任贵为越巂郡太守。43年，西南夷栋蚕部落反汉，诛杀地方官员。刘秀命武威将军刘尚讨伐。军队路过越巂郡，邛谷王任贵怕刘尚平定栋蚕部落后势力染指越巂郡，朝廷的法律政令在西南贯彻执行，自己不能再为所欲为。于是筑营聚集军队，酿制大量毒酒，计划先用毒酒劳军，然后袭击刘尚。刘尚得知阴谋，马上分兵攻取邛都，然后袭杀任贵。

## 引用
1. 《后汉书·隗嚣公孙述列传》"越巂任贵亦杀王莽大尹而据郡降。"事在公孙述称帝后。